# Elymus marginatus
Elymus marginatus là một loài thực vật có hoa trong họ Hòa thảo. Loài này được (H.Lindb.) Á.Löve mô tả khoa học đầu tiên năm 1984.